# Paul Demers
 (janvier 2010).
Si vous disposez d'ouvrages ou d'articles de référence ou si vous connaissez des sites web de qualité traitant du thème abordé ici, merci de compléter l'article en donnant les références utiles à sa vérifiabilité et en les liant à la section « Notes et références ».
Pour les articles homonymes, voir Demers.
Paul Demers, né le 9 mars 1956 à Gatineau et mort le 29 octobre 2016, est un auteur-compositeur-interprète franco-ontarien.

## Biographie
Paul Demers est membre fondateur et ancien président de l'Association des professionnels de la chanson et de la musique franco-ontariennes (APCM).
En parallèle à sa carrière de créateur, il lutte contre la maladie de Hodgkin.  
De 1992 à 1998, plusieurs de ses chansons figurent sur des albums de compilation. Paul Demers prend aussi part à des tournées avec le groupe Paquette-Aymar-Demers. 
Il compose des chansons comme Encore une fois, Notre place, Les Années simples...